# Tascabili Fantascienza
I Tascabili Fantascienza sono stati una collana editoriale di narrativa fantastica pubblicata in Italia da Editrice Nord a cadenza irregolare dal 1991 al 1998, per un totale di 48 uscite.

## Storia editoriale
Sin dalla sua fondazione nel 1970 Editrice Nord aveva importato in Italia i maggiori autori anglofoni di fantasy e fantascienza attraverso le collane Cosmo Argento, Cosmo Oro, Arcano e Fantacollana, un cui tratto distintivo erano le dimensioni tascabili associate a una copertina cartonata; ad esse andavano poi aggiunte le linee minori SF Narrativa d'anticipazione, che proponeva opere sperimentali in brossura tascabile, e Grandi Opere Nord, dedicata invece alle antologie di narrativa breve in grande formato cartonato. All'alba degli anni Novanta l'azienda aveva ormai assemblato un catalogo di dimensioni ragguardevoli e nel 1989 aveva avviato la nuova collana Narrativa Nord, che doveva proporre in egual misura ristampe di grandi successi passati e novità miscellanee; i volumi di Narrativa Nord erano però di dimensioni ragguardevoli, dunque il direttore editoriale Gianfranco Viviani volle lanciare sul mercato anche una proposta complementare di volumi tascabili, che ricevette il nome collettivo di Tascabili Nord e fu articolata in quattro sotto-collane parallele: Tascabili Fantascienza, Tascabili Fantasy, Tascabili Omnibus e Tascabili Super Omnibus. Ciascuna delle quattro selezioni presentava una veste grafica specifica e una propria numerazione, ma le rispettive uscite si alternavano con regolarità e presentavano anche una numerazione continuativa, a rimarcare l'unità del progetto.
Fra le quattro sotto-collane, i Tascabili Fantascienza riproponevano romanzi auto-conclusivi pubblicati originariamente in Cosmo Argento e Cosmo Oro negli anni Settanta e Ottanta, con una minoranza di materiali estrapolata invece da SF Narrativa d'anticipazione; fecero eccezione a questo criterio generale solo il romanzo science fantasy Davy, l'eretico, proveniente dal catalogo di Fantacollana, la saga planetary romance di Barsoom e quella space opera dell'Impero interstellare, raccolte in volumi omnibus già entro Cosmo Argento e Cosmo Oro, e l'antologia personale di Robert Silverberg Oltre il limite, l'unica raccolta di testi brevi ad apparire in questa selezione (un'analoga antologia personale dedicata a Ursula K. Le Guin fu invece pubblicata nei Tascabili Omnibus). A cavallo fra 1994 e 1995, però, le altre tre sotto-collane Tascabili vennero gradualmente interrotte, così che nell'anno 1996 Tascabili Fantascienza dovette pubblicare a cadenza mensile e finì per includere nel catalogo anche romanzi molto recenti (anziché "classici"), come per esempio Viaggio sul pianeta rosso (prima edizione in Cosmo Argento 238, aprile 1993) o Il segreto degli Arbai (prima edizione in Cosmo Argento 239, maggio 1993), fino a essere anch'essa sospesa con il 37° numero di luglio 1996. Nell'autunno 1997, tuttavia, la collana riprese le pubblicazioni con una nuova veste grafica e proseguendo il conteggio interno delle uscite, ma interrompendo quello "collettivo" dei Tascabili Nord (che dunque compresero formalmente 86 volumi): i "nuovi" Tascabili Fantascienza proseguirono quindi per altri undici volumi, di cui dieci furono ristampe di romanzi pubblicati fra 1995 e 1996 in Cosmo Argento, mentre L'uomo che fu Giovedì era apparso ne I Precursori; fu in questa fase che venne pubblicato l'unico romanzo italiano incluso nella selezione, Cyberworld di Alessandro Vietti. La collana chiuse definitivamente con il 48° numero (11° del "nuovo corso") nell'autunno 1998 e trovò un'erede spirituale all'inizio del nuovo millennio, con l'apertura di Biblioteca Cosmo.
Per tutta la sua attività la collana utilizzò una rilegatura in brossura; i primi trentotto volumi adottarono una foliazione da 185x114 mm e le loro copertine presentavano una cornice oro attorno all'illustrazione centrale e un riquadro anch'esso oro nell'angolo superiore destro, contenente il logo "Tascabili Nord Fantascienza" stampato in bianco; i volumi da 38 a 47 mantennero un formato pressoché identico (185x115 mm) ma adottarono come copertina illustrazioni a tutta pagina, con nell'angolo superiore sinistro un talloncino rosso contenente la sigla "SF" in nero; il volume 48 mantenne la medesima impostazione grafica ma fu stampato in un formato più grande di 193x115 mm.

## Elenco delle pubblicazioni
La numerazione delle uscite indica per prima la cifra specifica dei Tascabili Fantascienza, per seconda quella del conteggio trasversale a tutti i Tascabili Nord.
| Numero | Numero | Autore                            | Titolo                                                  | Note | Anno           | ISBN               |
| ------ | ------ | --------------------------------- | ------------------------------------------------------- | --- | -------------- | ------------------ |
| 1      | 1      | William Gibson                    | Neuromante                                              | Primo romanzo della Trilogia dello Sprawl. | Giugno 1991    | ISBN 88-429-0680-8 |
| 2      | 4      | Philip José Farmer                | Il Sole nero                                            | | Luglio 1991    | ISBN 88-429-0681-6 |
| 3      | 7      | Edgar Pangborn                    | Davy, l'eretico                                         | Fix-up di due racconti, primo romanzo della tetralogia di Davy.                                                                                                | Settembre 1991 | ISBN 88-429-0682-4 |
| 4      | 10     | Edgar Rice Burroughs              | John Carter di Marte                                    | Omnibus dei primi tre romanzi del Ciclo di Barsoom: 1. La principessa di Marte 2. Gli dei di Marte 3. Il signore della guerra di Marte                         | Ottobre 1991   | ISBN 88-429-0683-2 |
| 5      | 13     | Frank Herbert                     | Il morbo bianco                                         | | Novembre 1991  | ISBN 88-429-0684-0 |
| 6      | 6.16   | Greg Bear                         | Eon                                                     | Primo romanzo della trilogia di Eon. | Gennaio 1992   | ISBN 88-429-0685-9 |
| 7      | 20     | Philip K. Dick                    | Noi marziani                                            | | Febbraio 1991  | ISBN 88-429-0686-7 |
| 8      | 22     | Gregory Benford e David Brin      | Nel cuore della cometa                                  | | Marzo 1992     | ISBN 88-429-0687-5 |
| 9      | 26     | Norman Spinrad                    | Tra due fuochi                                          | | Aprile 1992    | ISBN 88-429-0688-3 |
| 10     | 28     | John Brunner                      | Impero interstellare                                    | Raccolta completa della trilogia dell'Impero interstellare: 1. L'altare su Asconel 2. L'uomo che venne dal grande buio 3. La baldracca di Argus                | Maggio 1992    | ISBN 88-429-0689-1 |
| 11     | 30     | Philip José Farmer                | Il figlio del sole                                      | | Giugno 1992    | ISBN 88-429-0690-5 |
| 12     | 33     | Lloyd Biggle Jr.                  | Furia dall'ignoto                                       | | Luglio 1992    | ISBN 88-429-0691-3 |
| 13     | 36     | George R. R. Martin e Lisa Tuttle | Il pianeta dei venti                                    | Fix-up di due romanzi brevi. | Settembre 1992 | ISBN 88-429-0692-1 |
| 14     | 38     | Philip José Farmer                | Il distruttore                                          | | Ottobre 1992   | ISBN 88-429-0693-X |
| 15     | 40     | John Brunner                      | Il telepatico                                           | Fix-up di tre romanzi brevi. | Novembre 1992  | ISBN 88-429-0694-8 |
| 16     | 43     | Philip José Farmer                | Primo contatto                                          | Terzo romanzo della trilogia dell'Esorcismo. | Febbraio 1993  | ISBN 88-429-0695-6 |
| 17     | 45     | Robert Silverberg                 | Oltre il limite                                         | Antologia di tre romanzi brevi allestita dall'autore: - Nati con la morte - Thomas l'Araldo - Andarsene                                                        | Marzo 1993     | ISBN 88-429-0696-4 |
| 18     | 46     | Frederik Pohl                     | Uomo +                                                  | | Aprile 1993    | ISBN 88-429-0697-2 |
| 19     | 49     | Larry Niven                       | Mondo senza tempo                                       | Fix-up di due racconti e un romanzo. | Maggio 1993    | ISBN 88-429-0709-X |
| 20     | 54     | Robert A. Heinlein                | Cittadino della galassia                                | | Settembre 1993 | ISBN 88-429-0725-1 |
| 21     | 57     | Norman Spinrad                    | Il pianeta Sangre                                       | | Ottobre 1993   | ISBN 88-429-0736-7 |
| 22     | 59     | Fritz Leiber                      | Circumluna chiama Texas                                 | | Novembre 1993  | ISBN 88-429-0744-8 |
| 23     | 61     | Edgar Rice Burroughs              | Le pedine di Marte                                      | Omnibus del quarto e quinto romanzo del Ciclo di Barsoom: 1. Thuvia la fanciulla di Marte 2. Le pedine di Marte                                                | Gennaio 1994   | ISBN 88-429-0750-2 |
| 24     | 63     | Philip José Farmer                | Roger Two Hawks                                         | | Marzo 1994     | ISBN 88-429-0759-6 |
| 25     | 68     | John Varley                       | Millennium                                              | | Settembre 1994 | ISBN 88-429-0785-5 |
| 26     | 71     | Edgar Rice Burroughs              | La mente di Marte                                       | Omnibus del sesto e settimo romanzo del Ciclo di Barsoom: 1. La mente di Marte 2. Il guerriero di Marte                                                        | Gennaio 1995   | ISBN 88-429-0793-6 |
| 27     | 74     | Michael Bishop                    | Il segreto degli Asadi                                  | | Marzo 1995     | ISBN 88-429-0818-5 |
| 28     | 75     | Edgar Rice Burroughs              | I guerrieri di Marte                                    | Omnibus dell'ottavo e nono romanzo del Ciclo di Barsoom: 1. Le Spade di Marte 2. Gli uomini sintetici di Marte                                                 | Aprile 1995    | ISBN 88-429-0823-1 |
| 29     | 77     | Frank Herbert                     | Esperimento Dosadi                                      | | Maggio 1995    | ISBN 88-429-0836-3 |
| 30     | 78     | Edgar Rice Burroughs              | Llana di Gathol del pianeta Marte                       | Omnibus del decimo e undicesimo romanzo del Ciclo di Barsoom: 1. Llana di Gathol. Fix-up di quattro racconti. 2. John Carter di Marte. Fix-up di due racconti. | Giugno 1995    | ISBN 88-429-0840-1 |
| 31     | 79     | Sheri S. Tepper                   | Il segreto degli Arbai                                  | Terzo romanzo della trilogia di Marjorie Westriding. | Gennaio 1996   | ISBN 88-429-0880-0 |
| 32     | 80     | Christopher Priest                | Mondo alla rovescia                                     | | Febbraio 1996  | ISBN 88-429-0886-X |
| 33     | 82     | Sheri S. Tepper                   | I templi degli Owlbrit: Razza perduta                   | Secondo romanzo della trilogia di Marjorie Westriding. | Marzo 1996     | ISBN 88-429-0892-4 |
| 34     | 83     | George Alec Effinger              | La guerra di Marid Audran. Esiliato dal Budayeen        | Terzo romanzo della trilogia di Marîd Audran. | Aprile 1996    | ISBN 88-429-0899-1 |
| 35     | 84     | Donald Kingsbury                  | Gli alieni del pianeta Geta. Il rito del corteggiamento | | Maggio 1996    | ISBN 88-429-0906-8 |
| 36     | 85     | Poul Anderson                     | Orion risorgerà                                         | | Giugno 1996    | ISBN 88-429-0913-0 |
| 37     | 86     | Terry Bisson                      | Viaggio sul pianeta rosso                               | | Luglio 1996    | ISBN 88-429-0914-9 |
| 38     | 38     | Wilhelmina Baird                  | FilmLive. Contratto mortale                             | Primo romanzo della trilogia FilmLive. | Ottobre 1997   | ISBN 88-429-1000-7 |
| 39     | 39     | J. R. Dunn                        | Chip Runner                                             | | Ottobre 1997   | ISBN 88-429-1001-5 |
| 40     | 40     | Sean Stewart                      | Angelo nero                                             | | Ottobre 1997   | ISBN 88-429-1002-3 |
| 41     | 41     | Greg Egan                         | La Terra moltiplicata                                   | Primo romanzo della trilogia della Cosmologia Soggettiva. | Gennaio 1998   | ISBN 88-429-1007-4 |
| 42     | 42     | John Brunner                      | Rete globale (Codice 4GH)                               | | Febbraio 1998  | ISBN 88-429-1011-2 |
| 43     | 43     | Iain M. Banks                     | Criptosfera                                             | | Marzo 1998     | ISBN 88-429-1015-5 |
| 44     | 44     | Gilbert Keith Chesterton          | L'uomo che fu Giovedì                                   | | Aprile 1998    | ISBN 88-429-1020-1 |
| 45     | 45     | Paul Di Filippo                   | Steampunk                                               | Raccolta completa della Trilogia Steampunk: 1. Vittoria 2. Il feticcio rubato 3. Walt ed Emily                                                                 | Maggio 1998    | ISBN 88-429-1025-2 |
| 46     | 46     | Richard Calder                    | Virus ginoide                                           | Primo romanzo della trilogia dei Morti. | Luglio 1998    | ISBN 88-429-1060-0 |
| 47     | 47     | Alessandro Vietti                 | Cyberworld                                              | | Settembre 1998 | ISBN 88-429-1066-X |
| 48     | 48     | Charles L. Harness                | La legge della creazione                                | | Ottobre 1998   | ISBN 88-429-1067-8 |